# Amphianthus brunneus
Amphianthus brunneus is een zeeanemonensoort uit de familie Hormathiidae.
Amphianthus brunneus is voor het eerst wetenschappelijk beschreven door Pax in 1909.